# Cykelmyggen og Minibillen
Cykelmyggen og Minibillen er den anden af to animationsfilm der bygger på Flemming Quist Møllers velkendte figur Cykelmyggen Egon.  Filmen som havde premiere 12. juni 2014 er instrueret af Jannik Hastrup og Flemming Quist Møller og produceret af Marie Bro for Dansk Tegnefilm 2 ApS.

## Synopsis
Minibillen Mini optræder i loppecirkus sammen med Egon og Dagmar. Loppepigen Miranda mobber Mini og lokker ham til at bryde ind i Dagmars linedans, så hun falder og forstuver en fod. Dybt beskæmmet stikker Mini af og bliver optaget i en røverbande. Cykelmyggen og Minibillen er en eventyrlig rejse igennem et sprudlende og farverigt univers, med humor, varme, anarki og et festligt galleri af farverige personligheder og genkendelige situationer. En herlig røverhistorie der strutter af frækhed og overskud.

## Persongalleri
Mini er mentalt 6-7 år. Han har hjertet på det rette sted, men har svært ved at modstå røverbandens gruppepres og trusler.  I løbet af historien modnes han og får et mere realistisk syn på sig selv og de muligheder, livet har at byde ham.
Miranda er ca. 7-8 år.  En sej artistpige, der er meget ærekær og ret skrap, men fortryder sin mobning af Mini og udviser mod og initiativ, når det brænder på.
Egon er ca. 13 år.  Han er ikke typen, der udvikler sig nævneværdigt.  Han er stadig en glad knægt, der først og fremmest tænker på sig selv og sin elskede racercykel. Men han er altid klar til at hjælpe sine venner, når der er fare på færde.
Dagmar er ca. 13 år og den klogeste og mest sympatiske af vores helte og det er hende, der lægger de strategiske linjer, da røverbanden skal overvindes og resocialiseres. Hun har et åbent og nysgerrigt syn på verden.  Let koket, men ikke dybt selvoptaget.  Elsker dansen for dens egen skyld. 
Maren er den praktiske, snusfornuftige bondekone, der styrer ”bedriften” og dyreholdet (bladlus) med hjælp af de tidligere myresoldater Knud og Harald, der er fædre til hendes tvillingelarver.
Knud og Harald, der spilles på jysk, er lykkelige for deres arbejde som bladlus-cowboys og deres samspil som komisk par udbygges, inden de atter ifører sig hjelme og harnisk i kampen mod uretten.
Biprinsesserne er nogle møgforkælede og totalt selvoptagede overklassetøser, men de er ikke ondskabsfulde.
Skarnbassen Basse er en brutal og udspekuleret gangsterkongen.
Rovbillen Dumrik er banden næstkommanderende. Grov og geskæftig, men ikke særlig kvik.
Røverbanden består foruden skarnbassen af rovtæger rovbiller, kakerlakker og mider af begge køn.  I denne skumle og brogede flok er der hele tiden optræk til intern ballade, men Basse og Dumrik holder brutal disciplin.
Den underfordiske røverhule med den hemmelige indgang i halvmørket under de store skræppeblade bliver en dyster kontrast til den sommerlyse blomstereng, hvor bikuben og myretuen befinder sig.